# Primera División B Nacional 2024 (Paraguay)
El Campeonato Nacional B 2024 fue el torneo de la Primera División B Nacional del fútbol paraguayo organizado por la Unión del Fútbol del Interior (UFI).
Las inscripciones de los equipos interesados en participar se llevarán a cabo del 31 de marzo de 2024 al 30 de abril de 2024. Luego el torneo iniciará en el mes de julio hasta el mes de noviembre.
Este año el campeón del torneo obtendrá 1 cupo directo para ascender a la División Intermedia.

## Equipos participantes

### Localización
La mayoría de los equipos son de los departamentos de Itapúa y Canindeyú. Mientras que el resto son de Alto Paraná, Guairá y Amambay.
| Distrito capital/Departamento | Cantidad | Equipos                                |
| ----------------------------- | -------- | -------------------------------------- |
| Departamento de Itapúa        | 3        | Itapuense, Guaraní (F), San Pedro FBC  |
| Departamento de Canindeyú     | 3        | CEFFCA, Nacional SDG, Salto del Guairá |
| Departamento de Alto Paraná   | 1        | Patriotas FC                           |
| Departamento de Guairá        | 1        | Olimpia VCA                            |
| Departamento de Amambay       | 1        | América                                |

### Información de equipos
Listado de los equipos que disputarán este torneo. El número de equipos participantes (confirmados hasta el momento) para esta temporada es de 9:
| Equipo           | Ciudad               | Estadio              | Capacidad | Fundación                |
| América          | Pedro Juan Caballero | Río Parapiti         | 25.000    | 20 de abril de 1981      |
| CEFFCA           | Salto del Guairá     | Nivaldo Suárez       | 2.000     | 18 de abril de 2013      |
| Guaraní (F)      | Fram                 | Carlos Memmel        | 6.000     | 27 de noviembre de 1949  |
| Itapuense        | Encarnación          | Villa Alegre         | 16.000    | 19 de marzo de 2019      |
| Olimpia VCA      | Villarrica           | Valeriano Villaverde | 4.000     | 25 de septiembre de 1931 |
| Nacional SDG     | Salto del Guairá     | Ary Arthur Méndez    | 2.000     | 2 de febrero de 1975     |
| Patriotas FC     | Hernandarias         | Próceres de Mayo     | 3.000     | 6 de febrero de 2021     |
| Salto del Guairá | Salto del Guairá     | Emigdio Vallejos     | 2.000     | 5 de julio de 1964       |
| San Pedro FBC    | San Pedro del Paraná | Joaquín de Alós      | 2.000     | 15 de diciembre de 1940  |
| ---------------- | -------------------- | -------------------- | --------- | ------------------------ |

### Equipos ausentes
Se destaca la ausencia de algunos equipos reconocidos del interior como:
- Ovetense Fútbol Club
- Club Deportivo Caaguazú
- Caacupé Football Club
- Club Deportivo Liberación
- Paranense Fútbol Club
- Atyrá Fútbol Club (descendido de la División Intermedia 2023)

Al parecer estos equipos optarán por representar a sus ligas regionales en el Campeonato Nacional de Interligas 2024-25, donde los gastos económicos son menores.